# Banbisn

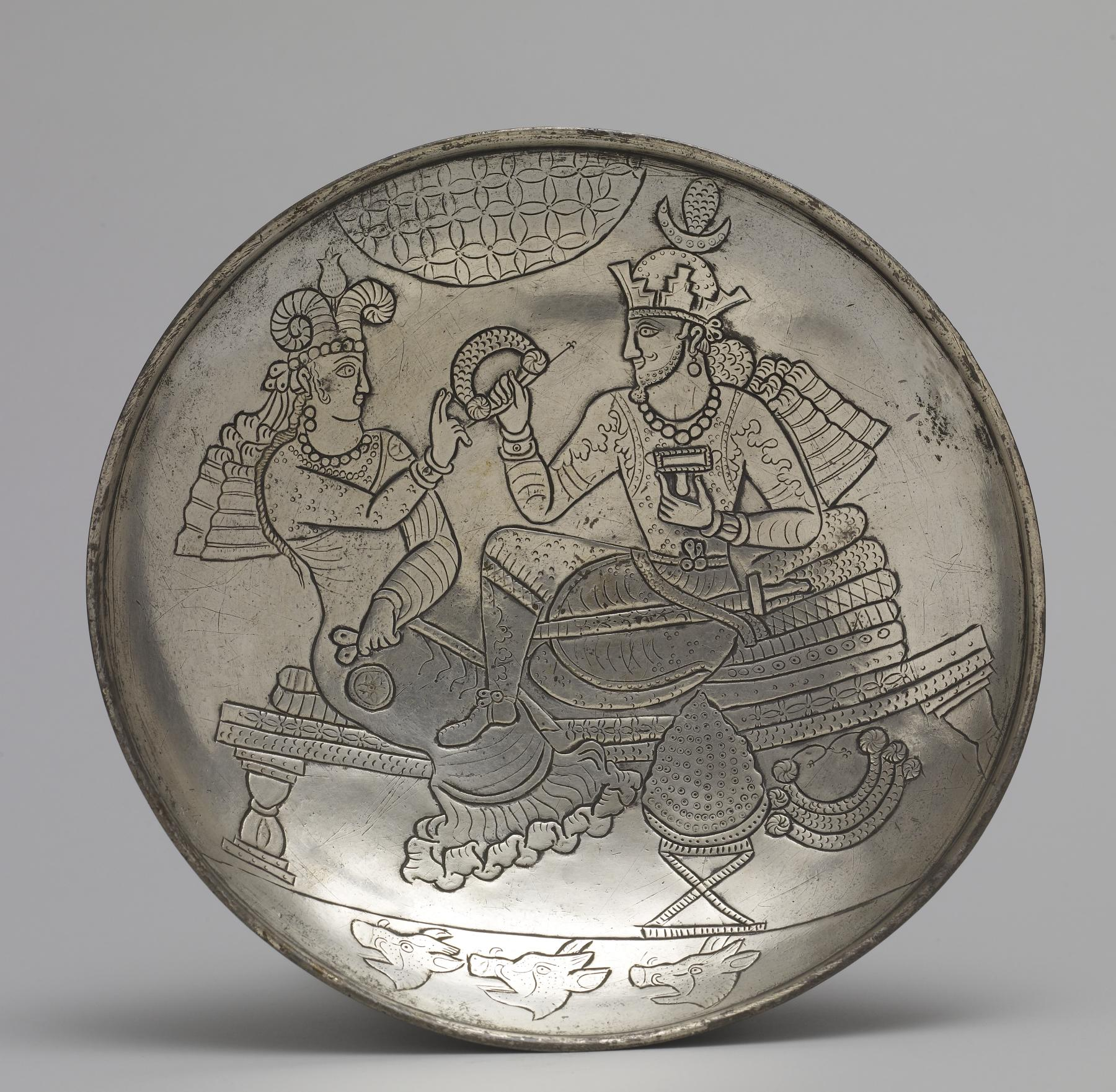
6–7. századi szászáni tányér egy trónon ülő királynőről és királyról, talán egy esküvőt ábrázol.

A Banbisn (bánbisn: Bānbishn: "királynő") egy középperzsa nyelvű uralkodói cím volt. A Szászánida Birodalomban a király lányai és testvérei, valamint az ország egyes részeit kormányzóként irányító szászánida hercegek hitvesei viselték. A cím teljes változata a bánbisnán bánbisn (bānbishnān bānbishn: „királynők királynője”) volt.

## Etimológia
Bár a bānbishn óperzsa formája egyetlen forrásban sem található meg, valószínűleg māna-pashnī formában írták, ami megegyezik az avesztai nyelvű dəmąnō.paθnī („úrnő”) szóval, amely az óiráni dmāna-paθnī- címből származik. A szó később beépült az örmény nyelvbe, ahol bambishn- nek írták. Szogd nyelvű változata a bāmbusht.

## Történelem
A szaszanida feliratokban a banbishn a sah (király) női megfelelője. A címet először 262/3-ban I. Sápúr Ka'ba-ye Zartosht-i feliratában említik, egy bizonyos Denak birtokában. I. Sapúr lánya, Adur-Anahid a bānbishnān bānbishn („királynők királynője”) címet viselte, amely megfelelt a sahinsah („királyok királya”) címnek. A szászánida királynők által viselt egyéb címek a következők voltak:
- sahr banbisn („A birodalom királynője”), Khwarranzem, I. Sápúr felesége viselte;
- szagan banbisn („A szakák királynője”), Sapurduktak, Narszak király felesége viselte;
- Meshan banbisn („Meshan királynője”), Denak, Sápúr Meshanshah felesége viselte.

II. Jazdagird (uralkodott: 438-457) felesége, Denag átmenetileg a birodalom fővárosából, Ktésziphónból uralkodott régensként a fiai, III. Hormizd (uralkodott: 457-459) és I. Péroz (uralkodott: 459-484) között kitört trónviszály idején, ami azt mutatja, hogy nők is betölthettek politikai tisztségeket az újperzsa birodalom irányításában. A házasság nem korlátozódott kizárólag perzsa származású nőkre. V. Gor Bahrám (uralkodott: 420-438) állítólag egy indiai hercegnőt, Sapinudot vette feleségül, II. Huszrau (uralkodott: 591-628) két keresztény, nem iráni származású nőt, Sirint és Máriát vette feleségül. A 628-632-között dúló polgárháború idején két királynő, Boran (629-630, 631-632) és Azarmidokht (630-631), II. Huszrau lányai rövid ideig uralkodtak a birodalomban.
A címet pártus szövegekben bʾnbyšn formában használták, ami a bánbisn manicheus szövegekben fennmaradt, középperzsa formája.

## Fordítás
Ez a szócikk részben vagy egészben  a   Banbishn című angol Wikipédia-szócikk ezen változatának fordításán alapul.  Az eredeti cikk szerkesztőit annak laptörténete sorolja fel. Ez a jelzés csupán a megfogalmazás eredetét és a szerzői jogokat jelzi, nem szolgál a cikkben szereplő információk forrásmegjelöléseként.